# Sadhguru
Jaggi Vasudev (Maiçor, 3 de setembro de 1957), comumente referido como Sadhguru é um yogi, místico e escritor indiano. Fundou a Fundação Isha, uma organização sem fins lucrativos que oferece programas de yoga ao redor do mundo. e envolve-se ativamente em divulgação, educação e iniciativas em prol do meio ambiente e da filosofia de vida yogi. Teve alguns de seus livros aparecendo na lista de best sellers do The New York Times em categorias diversas como "saúde", "religião, espiritualidade e fé", e "autoaujda". Jaggi Vasudev já discursou em lugares como a Sede da Organização das Nações Unidas, o Fórum Econômico Mundial, em instituições de ensino e empresas de tecnologia. Foi conferido a ele o prêmio civil Padma Vibhushan em 2017 pelo Governo da Índia em reconhecimento as suas contribuições ao campo da espiritualidade.

## Biografia
Nascido em Maiçor, Karnataca, Índia, em uma família falante de telugo, Jaggi Vasudev é o mais novo dentre quatro filhos - dois meninos e duas meninas. Sua mãe era dona de casa e seu pai era oftalmologista que, por trabalhar na Indian Railways, fazia com que a família se mudasse constantemente. Aos 12 anos, conheceu Malladihalli Sri Raghavendra Swamij, que o introduziu a simples práticas de asanas, as quais Vasudev mantinha regularmente.  Graduou-se em Literatura Inglesa, pela Universidade de Maiçor.

## Vida espiritual
Quando criança, Sadhguru tinha inclinações a ver o mundo a seu redor com admiração e não mostrava interesse pelas maneiras convencionais de adquirir conhecimento. Frequentemente cabulava aulas para explorar a natureza, e fazia perguntas aos professores que os deixavam sem palavras. Sem saber, descobriu como atingir estados meditativos devido ao seu intenso fascínio pelo balançar das árvores. além de demonstrar inquietações a respeito de questões relacionas a Deus e a existência. Em 1982, aos 25 anos, tem uma experiência espiritual sobre uma pedra no topo do Monte Chamundi. Ele relata:
Até aquele momento em minha vida, eu pensava que este sou eu, e que aquele é alguém ou alguma outra coisa. Mas, pela primeira vez, eu não conseguia distinguir o que era eu e o que não era. De repente, o que era eu era tudo ao redor. Cada pedra em que eu sentava, o ar que eu respirava, a atmosfera ao meu redor, era como se eu estivesse presente em tudo. Isso parece total loucura. Isto, eu pensei que havia durado de dez a quinze minutos, mas quando voltei ao meu estado normal de consciência, fazia, na verdade, quatro horas e meia que eu estava sentado lá, plenamente consciente, de olhos abertos, mas o tempo simplesmente saltou.
A experiência espiritual continuou se manifestando a Sadhguru nos dias que se sucederam com tempos de duração prolongados (desde horas até treze dias, em uma certa ocasião). Ele descreve as sensações como um salto temporal, uma "esmagadora quietude e êxtase", bem como uma elevada consciência de tudo, exceto sua noção de self. Sadhguru descreve estas experiências como desvios dimensionais e um profundo entendimento sobre a vida e a existência humana. Seis meses após sua primeira experiência espiritual, ele deixou os negócios nas mãos de um amigo e passou a viajar extensivamente visando obter novos insights para suas experiências místicas. Após cerca de um ano de viagens e meditações, decidiu ensinar o yoga a fim de compartilhar suas experiências internas.

## Publicações
Jaggi Vasudev é autor de diversos livros, como Engenharia Interior: Manual Prático da Alegria e do Bem-Estar. A maioria dos livros foi traduzida para os idiomas hindi, tamil, telugo e kanada. 
- Adiyogi: The Source of Yoga,[25] ISBN 9352643925
- Inner Engineering: A Yogi's Guide to Joy, ISBN 0-8129-9780-8, 9780812997804
- Encounter the Enlightened, ISBN 81-86685-60-X
- Mystic's Musings, ISBN 81-86685-59-6
- Joy 24x7, ISBN 978-81-7992-914-8
- Pebbles of Wisdom, ISBN 978-81-7992-952-0
- The Mystic Eye, ISBN 81-7992-883-7
- Essential Wisdom from a Spiritual Master, ISBN 81-7992-882-9
- Flowers on the Path, ISBN 81-87910-05-4
- Himalayan Lust, ISBN 978-81-8495-076-2
- Eternal Echoes: The Sacred Sounds Through the Mystic, ISBN 81-87910-02-X
- Dhyanalinga: The Silent Revolution, ISBN 81-87910-00-3
- Dhyanalinga: The Eternal Form
- Circus of The Mind, ISBN 81-87910-10-0
- Unleashing The Mind, ISBN 81-87910-08-9
- Good And Bad Divides The World, ISBN 81-87910-07-0
- Enlightenment: What It Is, ISBN 81-87910-06-2
- Sacred Space For Self-transformation, ISBN 81-87910-09-7
- Ancient Technology For The Modern Mind, ISBN 81-87910-11-9
- Three Truths of Well Being, ISBN 978-0-670-08706-8
- Midnights with the Mystic, ISBN 978-1-57174-561-3
- A Guru Always takes you for a Ride, ISBN 978-81-87910-53-4
- Ancient Technology For The Modern Mind, ISBN 978-81-87910-11-4
- Don't Polish Your Ignorance....it may shine, ISBN 978-81-8495-200-1
- Of Mystics & Mistakes, ISBN 978-81-8495-308-4
- Body - The Greatest Gadget/Mind Is Your Business, ISBN 978-93-5083-360-5
- Emotion The Juice Of Life : Compulsiveness To Consciousness, ISBN 978-93-5083-362-9
- Encounter the Enlightened, ISBN 978-81-86685-60-0
- Sadhguru Biography-More Than A Life, ISBN 978-0-670-08512-5